# Korps Bünau
Het Korps Bünau (Duits: Generalkommando Bünau) was een Duits legerkorps van de Wehrmacht tijdens de Tweede Wereldoorlog, genoemd naar haar commandant, General der Infanterie Rudolf von Bünau. Het korps vocht ten westen van Wenen in april/mei 1945. 

## Krijgsgeschiedenis

### Oprichting en inzet
Het Korps Bünau werd op 16 april 1945 opgericht door omdopen van Korps Schultz.
Bij oprichting beschikte het korps over de 710e Infanteriedivisie en de Heeres-Panzerjagd-Brigade 2. Het korps had een frontsector te verdedigen ten zuiden van Krems an der Donau en ten westen van Sankt Pölten. Aangezien in deze fase van de strijd de Sovjets niet meer echt aandrongen, kon het korps zijn linies redelijk intact houden. Op 8 mei 1945 kreeg het korps bevel zich los te maken en naar het westen te trekken naar de demarcatielijn aan de Enns.
Het Korps Bünau capituleerde op 8 mei 1945 tussen Enns en Steyr aan de 65e en 71e Amerikaanse Infanteriedivisies.

## Bovenliggende bevelslagen
| Leger           | Legergroep           | Plaats/regio | Begin         | Eind          |
| --------------- | -------------------- | ------------ | ------------- | ------------- |
| 6e Pantserleger | Heeresgruppe Süd     | Sankt Pölten | 16 april 1945 | 30 april 1945 |
| 6e Pantserleger | Heeresgruppe Ostmark | Sankt Pölten | 30 april 1945 | 8 mei 1945    |

## Commandant
| Rang                   | Naam             | Begin         | Eind       |
| ---------------------- | ---------------- | ------------- | ---------- |
| General der Infanterie | Rudolf von Bünau | 16 april 1945 | 8 mei 1945 |